# 平田勝茂
平田 勝茂（ひらた かつしげ、1949年7月20日 - ）は、日本の翻訳家、脚本家である。日本脚本家連盟に加盟
海外作品の吹き替え翻訳で知られる。代表作は『コマンドー』など。

## 経歴
愛媛県出身。青山学院大学卒業。学生時代、親しくなった講師の縁からアルバイトでフランス映画の翻訳をしたことがきっかけで、翻訳家の仕事を始める。
当初はベティ・ブープなどカートゥーン作品の訳を行っていたが、『ひまわり』以後は映画番組を筆頭に数々の洋画・海外ドラマの吹き替え翻訳を務め、『スター・ウォーズ・シリーズ』など大作の翻訳を数多く担当している。最も多忙な時期は、長尺作品だけで年間40本近く担当し、そこにテレビのドラマシリーズも含め年中無休の状態だったという。
近年も『ジュラシック・ワールド』シリーズなど第一線で活動している。また、映像テクノアカデミアにて後身の育成にも携わっている。

## 評価・エピソード
平田が翻訳した吹き替えは人気の高いものが多い。特にアーノルド・シュワルツェネッガー主演『コマンドー』テレビ朝日版吹き替えの訳は、2ちゃんねるやニコニコ生放送、Twitterで台詞がインターネット・ミームとして用いられ、テレビ放送の度に実況板の高負荷によるサーバダウンがたびたび発生するなど、カルト的な人気を博している。
声優の玄田哲章は平田の訳について「流れるような会話がどんどん弾んでいく」と評している。
翻訳方法について平田は、1992年の対談で「プロデューサーやディレクターとの打ち合わせで訳のイメージを決め、キャラクターや、場合によっては担当声優のイメージに合わせ翻訳する。セリフの言いまわしにクセをつけるようにしている」と述べている。また、画面で話す俳優のブレスに声優のブレスが丁度収まるように心がけ、決まったブレスの長さの中でキャラクターの個性を出すことが吹替翻訳の難しさだと語り、最終チェックは映像を見ながらすべてのセリフを読み上げ確認するという。後年には、この頃を「もう、好き勝手に書かせてもらっていたいい時代でしたね（笑）。でも、ニュアンス的には英語そのものを変えたというわけじゃないんですよ。終わったらどこへ飲みに行こうか考えながらノリと勢いで一気に書き上げました」と回想している。
近年の吹き替え翻訳については「リップシンク・字幕との整合性がすごく求められるようになった」という。また、訳が完成するとそれを英語に再び訳し直し本国で監修するシステムになったため、「ですから、アドリブは一切ありません。今後はコマンドーのように勢いのある吹き替え映画が生まれることはないでしょう」と語っている。
『スター・ウォーズ エピソード1/ファントム・メナス』では、本国から派遣されたルーカスフィルムのコーディネーターが現場に立ち会いチェックしていたため苦労したという。日本語独自の「語尾を長めに言って初めて余韻ができる」部分が英語には無いため理解されず、重要な「よ」や「わ」など最後に付く助詞を「切れ」と言われたことに対しては「話にならない」と強く抵抗したという。
思い出深い翻訳作品には、「一番時間がかかり難しかった」との理由で『ナッシュビル』を挙げている。

## フィルモグラフィー

### 映画
- アイズ
- アウト・フォー・ジャスティス（テレビ朝日版）
- アウトブレイク（日本テレビ版）
- アサインメント（テレビ朝日版）
- 明日に向って撃て!（オンデマンド配信版）
- アダムス・ファミリー サン 再結集
- アドレナリン
- アナライズ・ミー（ソフト版）
- アパッチ（テレビ朝日版）
- アビエイター
- アムステルダム無情
- アルカトラズからの脱出（オンデマンド配信版）
- アルタード・ステーツ/未知への挑戦
- アレキサンダー
- 暗殺者（テレビ朝日版）
- アンダー・ファイア
- アンチクライスト
- 移動都市/モータル・エンジン[10]
- イヤー・オブ・ザ・ドラゴン
- インシディアスシリーズ
  - インシディアス
  - インシディアス 第2章
  - インシディアス 序章
- インデペンデンス・デイ（テレビ朝日版）
- インテンシティ/緊迫
- インファナル・アフェアシリーズ
  - インファナル・アフェア（テレビ東京版）※台本
  - インファナル・アフェア 無間序曲（テレビ東京版）
  - インファナル・アフェアIII 終極無間（BSジャパン版）
- インモータルズ -神々の戦い-
- ウインドトーカーズ（ソフト版）
- ウエスタン（ソフト版）
- ウォンテッド（劇場公開版、BSテレ東版）
- エア★アメリカ
- エア・リベンジャー/撃墜
- 英雄の証明
- AVPシリーズ
  - エイリアンVSプレデター
  - AVP2 エイリアンズVS.プレデター
- エグゼクティブ・デシジョン（テレビ朝日版）
- エネミー・ライン（ソフト版）
- エル・ドラド（テレビ東京版）
- エンド・オブ・デイズ（ソフト版）
- エントラップメント（テレビ朝日版）
- エンドレス・ラブ〜17歳の止められない純愛
- オブリビオン
- カサノバ
- カスケーダー
- 彼女は夢見るドラマクイーン
- 完全犯罪
- 消えない罪
- キャノンボール2（テレビ朝日版）
- キング・オブ・ハーレー（ソフト版）
- グラディエーター（テレビ朝日版）
- グリマーマン（ソフト版）
- グリーン・ゾーン
- 刑事エデン/追跡者
- 刑事ニコ/法の死角（テレビ朝日版）
- ケープ・フィアー（テレビ朝日版）
- ゲーム（ソフト版）
- ゲット・アウト
- ゴースト・バスターズシリーズ
  - ゴーストバスターズ（テレビ朝日版、ソフト版）
  - ゴーストバスターズ2（フジテレビ版）
- コブラ（テレビ朝日版）
- コマンドー（テレビ朝日版、吹替の帝王版）
- ゴリラ（テレビ朝日版、吹替補完版）
- コン・エアー（テレビ朝日版）
- コンコルド
- コンフェッション
- サウンド・オブ・サンダー
- ザ・グリード（テレビ朝日版）
- さらば、わが愛/覇王別姫
- ザ・レポート
- ザ・ロック（テレビ朝日版）
- サロゲート
- ザ・ワイルド（テレビ朝日版）
- 死の標的（テレビ朝日版）
- ジャーヘッド2 奪還
- ジャッカル（ソフト版）
- ジャッカルの日（テレビ東京版）
- ジャッカー[11][12]
- ジャック・ライアンシリーズ
  - レッド・オクトーバーを追え!（テレビ朝日版）
  - パトリオット・ゲーム（テレビ朝日版）
  - 今そこにある危機（テレビ朝日版）
  - トータル・フィアーズ（ソフト版、フジテレビ版）
- ジャングル・ブック 少年モーグリの大冒険
- 上海1920
- シャンハイ・ナイト
- 十二人の怒れる男（日本テレビ版）
- ジュラシック・パークシリーズ
  - ジュラシック・ワールド（劇場公開版[13]、日本テレビ版、ザ・シネマ版[14]）
  - ジュラシック・ワールド/炎の王国[15]
  - ジュラシック・ワールド/新たなる支配者[16]
- ジョーズ2（BSテレ東版[17][18]）
- ジングル・オール・ザ・ウェイ（ソフト版）
- 侵入者3
- シンデレラマン
- スウォーズマン 剣士列伝
- スキップ・トレース
- スター・ウォーズシリーズ
  - スター・ウォーズ エピソード5/帝国の逆襲（日本テレビ版、テレビ朝日版、ソフト版）
  - スター・ウォーズ エピソード6/ジェダイの帰還（日本テレビ版、ソフト版）
  - スター・ウォーズ エピソード1/ファントム・メナス
  - スター・ウォーズ エピソード2/クローンの攻撃
  - スター・ウォーズ エピソード3/シスの復讐
  - スター・ウォーズ/フォースの覚醒
  - ローグ・ワン/スター・ウォーズ・ストーリー
  - スター・ウォーズ/最後のジェダイ
  - ハン・ソロ/スター・ウォーズ・ストーリー ※翻訳監修
  - スター・ウォーズ/スカイウォーカーの夜明け
- スターゲイト:真実のアーク
- スターリングラード（日本テレビ版）
- スティング（日本テレビ版、テレビ朝日版）
- ストリート・オブ・ファイヤー（フジテレビ版）
- スペース カウボーイ（日本テレビ版）
- スピードシリーズ
  - スピード（ソフト版、テレビ朝日版）
  - スピード2（ソフト版）
- スペシャリスト（テレビ朝日版）
- ダーククリスタル（NHK-BS版）
- ターザン:REBORN
- ダーティハリー5
- ターミネーター3（日本テレビ版）
- タイタン
- タイタンの戦いシリーズ
  - タイタンの戦い（ソフト版、テレビ朝日版）
  - タイタンの逆襲
- ダイ・ハードシリーズ
  - ダイ・ハード（テレビ朝日版）
  - ダイ・ハード2（ソフト版、テレビ朝日版）
  - ダイ・ハード3（ソフト版、テレビ朝日版）
- チェーン・リアクション（ソフト版）
- 血のバレンタイン
- 沈黙シリーズ
  - 沈黙の戦艦（テレビ朝日版）
  - 暴走特急（テレビ朝日版）
  - 沈黙の断崖（ソフト版）
  - 沈黙の聖戦（テレビ東京版）
- ツイスター（日本テレビ版）
- 追跡者（テレビ朝日版）
- デイビー・クロケット/鹿皮服の男（オンデマンド配信版）
- デス・ウィッシュ シリーズ
  - ロサンゼルス（テレビ朝日版）
  - スーパー・マグナム（テレビ朝日版、ブロードメディア版）
  - バトルガンM‐16
- デッドゾーン
- デビル（ソフト版、日本テレビ版）
- デビルクエスト
- デモリショニスト（テレビ東京版）
- デモリションマン（テレビ朝日版）
- デューンシリーズ
  - DUNE/デューン 砂の惑星[19]
  - デューン 砂の惑星PART2[20]
- テロリスト・ゲームシリーズ
  - テロリスト・ゲーム（テレビ東京版）
  - テロリスト・ゲーム2/危険な標的（フジテレビ版）
- トゥームレイダーシリーズ（ソフト版、テレビ朝日版）
  - トゥームレイダー
  - トゥームレイダー2
- トータル・リコール（テレビ朝日版）
- ドーン・オブ・ザ・デッド
- 特攻野郎Aチーム THE MOVIE
- ドラゴンハート（日本テレビ版）
- 長く熱い週末
- ナッシュビル
- ニューヨーク東8番街の奇跡（フジテレビ版）
- ネバー・サレンダー 肉弾凶器（ソフト版）
- ハードジャッカー/標高10,000フィートの死闘! （ソフト版）
- ハード・トゥ・キル（テレビ朝日版）
- ハートブレイク・リッジ 勝利の戦場（TBS版、テレビ朝日版）
- 運び屋（BSテレ東版[21]）
- バックドラフト（テレビ朝日版）
- バットマンシリーズ
  - バットマン（テレビ朝日版）
  - バットマン リターンズ（テレビ朝日版）
  - バットマン フォーエヴァー（テレビ朝日版WOWOW追加収録部分）
  - バットマン & ロビン Mr.フリーズの逆襲（ソフト版・テレビ朝日版）
- バトルシップ
- バトルランナー（テレビ朝日版）
- パニック・イン・スタジアム（日本テレビ版・テレビ朝日版）
- パラダイム
- パワーレンジャー・映画版
- ヒート（テレビ朝日版）
- ヒトラー 〜最期の12日間〜
- ビバリーヒルズ・コップ2（Netflix版）
- ひまわり
- ピンク・パンサー5 クルーゾーは二度死ぬ
- ファイナル・プロジェクト（フジテレビ版）
- フィンチ
- フェリーニのアマルコルド
- フェンス
- フォードvsフェラーリ
- プライベート・ライアン（テレビ朝日版）
- プラトーン（テレビ東京版）
- ブリット（テレビ朝日版WOWOW追加収録部分）
- プレデターシリーズ
  - プレデター（テレビ朝日版、完声版追加収録部分）
  - プレデター2（ソフト版、テレビ朝日版）
- ブロークン・アロー（日本テレビ版）
- プロジェクトA（テレビ朝日版、WOWOW版）
- ホーム・アローンシリーズ（ソフト版）
  - ホーム・アローン
  - ホーム・アローン2
- ボーン・アルティメイタム（ソフト版）
- 暴走機関車（テレビ朝日版）
- 北北西に進路を取れ（日本テレビ版）
- ポリス・ストーリー/レジェンド[22]
- ポルターガイスト3 / 少女の霊に捧ぐ…
- マッドマックスシリーズ
  - マッドマックス
  - マッドマックス/サンダードーム（フジテレビ版、スーパーチャージャー版）
- マペットの夢みるハリウッド
- ミクロの決死圏（テレビ朝日新版）
- ミケランジェロ・プロジェクト
- 未知との遭遇（テレビ朝日新版、ソフト版）
- 身代金（テレビ朝日版）
- 未来警察
- ミリオンダラー・ベイビー（ソフト版）
- メイズ・ランナーシリーズ
  - メイズ・ランナー
  - メイズ・ランナー2: 砂漠の迷宮
  - メイズ・ランナー: 最期の迷宮
- モンスター・ヴァースシリーズ
  - ゴジラ キング・オブ・モンスターズ[23]
  - ゴジラvsコング[24]
  - ゴジラxコング 新たなる帝国[25]
- 野獣捜査線
- 夕陽のギャングたち（ソフト版）
- ラウンダーズ
- ラストスタンド
- ラン・オールナイト
- ランゴリアーズ（NHK版）
- ランボーシリーズ
  - ランボー（テレビ朝日版、日本テレビ新版）
  - ランボー/怒りの脱出（テレビ朝日版）
  - ランボー/最後の戦場（ソフト版、テレビ東京版）
  - ランボー ラスト・ブラッド（劇場公開版[26]、BSテレ東版[27]）
- リーサル・ウェポンシリーズ
  - リーサル・ウェポン（テレビ朝日版WOWOW追加収録部分）
  - リーサル・ウェポン2/炎の約束（テレビ朝日版WOWOW追加収録部分）
  - リーサル・ウェポン3（テレビ朝日版WOWOW追加収録部分）
  - リーサル・ウェポン4（日本テレビ版、テレビ朝日版）
- ルトガー・ハウアー 処刑脱獄（ソフト版）
- ルディ・レイ・ムーア
- レッド・サン（テレビ東京版）
- レッドブル（テレビ朝日版・吹替補完版）
- ロード・オブ・ザ・リングシリーズ
  - ロード・オブ・ザ・リング
  - ロード・オブ・ザ・リング/二つの塔
  - ロード・オブ・ザ・リング/王の帰還
  - ホビット 思いがけない冒険
  - ホビット 竜に奪われた王国
  - ホビット 決戦のゆくえ
- ローン・サバイバー
- ローン・レンジャー
- ロッキーシリーズ
  - ロッキー4/炎の友情（テレビ朝日版）
  - ロッキー・ザ・ファイナル
- ロボコップシリーズ（テレビ朝日版）
  - ロボコップ
  - ロボコップ2
- ワイルド・スピードX2（ソフト版、テレビ朝日版）
- ワルキューレ
- RED/レッド
- THE CROW/ザ・クロウ
- 007シリーズ
  - 007 ドクター・ノオ（ソフト版）
  - 007 ロシアより愛をこめて（ソフト新版）
  - 007 ゴールドフィンガー（ソフト版）
  - 007 サンダーボール作戦（ソフト版）
  - 007は二度死ぬ（ソフト版）
  - 007 ダイヤモンドは永遠に（ソフト旧版）
  - 007 消されたライセンス（テレビ朝日版[28]）
  - 007 トゥモロー・ネバー・ダイ（テレビ朝日版[29]）
  - 007 ワールド・イズ・ノット・イナフ（テレビ朝日版[30]）
  - 007 ダイ・アナザー・デイ（テレビ朝日版[31]）
- 13日の金曜日シリーズ
  - 13日の金曜日 PART2
  - 13日の金曜日 PART3
- 47RONIN
- 48時間（テレビ朝日版）

### 海外ドラマ
- X-ファイル（テレビ放映版）
- 俺がハマーだ!
- ザ・ラストシップ
- シカゴ・ホープ
- スターゲイトシリーズ
  - スターゲイト SG-1
  - スターゲイト アトランティス
- ドクター・フー ※新シリーズ
- ナイトシフト 真夜中の救命医 （シーズン1.2）
- ナイトライダー
  - ナイトライダーNEXT ※瀬尾友子、石原千麻と共同
- 冒険野郎マクガイバー
- 魔術師マーリン
- マペット・ショー
- モナーク: レガシー・オブ・モンスターズ

### 海外アニメ
- スター・ウォーズ・シリーズ
  - スター・ウォーズ クローン大戦
  - スター・ウォーズ/クローン・ウォーズ
    - 映画版
    - テレビ版

  - スター・ウォーズ 反乱者たち
- ティーンエイジ・ミュータント・ニンジャ・タートルズ（1987年東和ビデオ版）※宇津木道子、山田ゆき、武満真樹と共同
- トランスフォーマーシリーズ
  - 戦え!超ロボット生命体トランスフォーマー
  - トランスフォーマー ザ・ムービー
  - 戦え!超ロボット生命体トランスフォーマー2010
- 走れ!スパンキー!

### その他
- パワーレンジャーのすべて